# Æthelfrith af Northumbria
Æthelfrith eller Aethelfrith (død ca. 616) var konge af Bernicia ca. 593 til ca. 616, og konge af hele Northumbria fra ca. 604 til ca. 616. Han var søn af Aethelric af Bernicia, og var den første konge som forenede de to kongedømmer Deira og Bernicia. Hans forgænger på tronen var Hussa af Bernicia. 
Omkring 598 stod han antagelig bag sejren mod de nordlige briter i slaget ved Catraeth. Dette åbnede vejen for angelsaksisk ekspansion. 
I 603 slog han Aedan af Dalriada tilbage i slaget ved Daegsastan. Æthelfriths styrker led selv store tab i slaget. 
Han invaderede Deira i 604, erobrede kongedømmet, og dræbte kong Aethelric. Han giftede sig derefter med Acha, datter af Aella, tidligere konge af Deira. Aellas søn Edwin flygtede til Gwynedd i Wales, og Aethelfrith så ham som en betydelig trussel. 
Senere, antagelig i 616, angreb Æthelfrith waliserne, og slog dem i slaget ved Chester. Han massakrerede også munkene fra Bangor, som havde samlet sig for at bede for en walisisk sejr. Krigen skyldtes nok delvist ønsket om at få tag i Edwin, men det havde også en strategisk betydning at hindre kontakt mellem waliserne og briterne fra Strathclyde. 
Edwin flygtede til East Anglia, hvor han blev beskyttet af kong Raedwald. Et forsøg på at bestikke Raedwald slog fejl, og der udbrød krig mellem ham og Aethelfrith. Omkring år 616 blev Æthelfriths styrker slået i slaget ved Idle af en hær ledet af Raedwald. Æthelfrith selv faldt i slaget, og Raedwald indsatte Edwin som konge i Northumbria. 